# Jean d'Escuret Laborde
Pour les articles homonymes, voir Laborde.
Jean d’Escuret Laborde est un homme politique français né le 18 mars 1736 à Mauléon (Pyrénées-Atlantiques) et mort le 9 décembre 1810 dans la même commune.

## Biographie
Jean d'Escuret Laborde naît le 18 mars 1736 à Mauléon.
Il est élu député du tiers état aux États généraux de 1789 pour le pays de Soule. Il siège du 22 juin 1789 au 30 septembre 1791 à l’Assemblée constituante.
Notaire royal à Mauléon, il est député de la paroisse d'Aussurucq.